# Vasco Vilaça
Vasco Vilaça (Amadora, 21 de diciembre de 1999) es un deportista portugués que compite en triatlón.
Ganó una medalla de plata en el Campeonato Mundial de Triatlón de 2020 y una medalla de plata en el Campeonato Mundial de Triatlón de Velocidad de 2023.

## Palmarés internacional
| Campeonato Mundial | Campeonato Mundial  | Campeonato Mundial | Campeonato Mundial |
| Año                | Lugar               | Medalla            | Prueba             |
| ------------------ | ------------------- | ------------------ | ------------------ |
| 2020               | Hamburgo (Alemania) | Medalla de plata   | Individual         |

| Campeonato Mundial | Campeonato Mundial  | Campeonato Mundial | Campeonato Mundial |
| Año                | Lugar               | Medalla            | Prueba             |
| ------------------ | ------------------- | ------------------ | ------------------ |
| 2023               | Hamburgo (Alemania) | Medalla de plata   | Individual         |